# La Lys

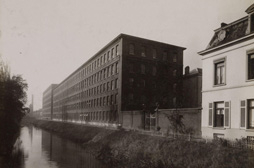
La Lys door Edmond Sacré

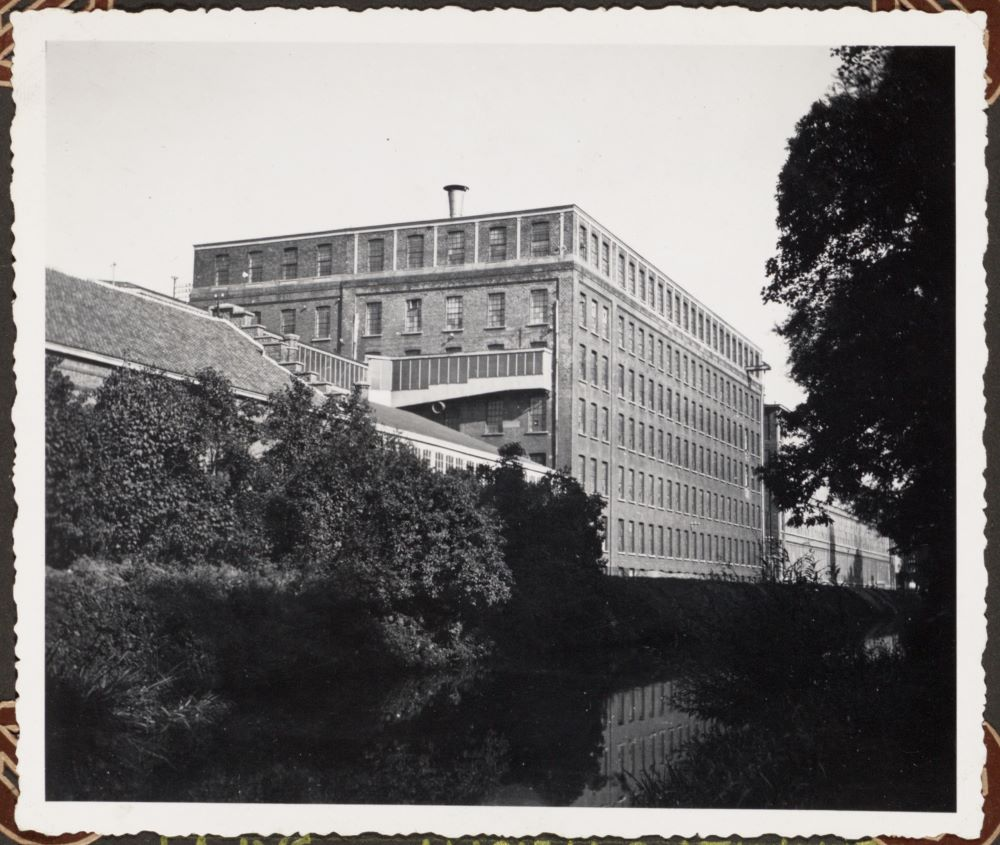
Buitenzicht textielfabriek La Lys

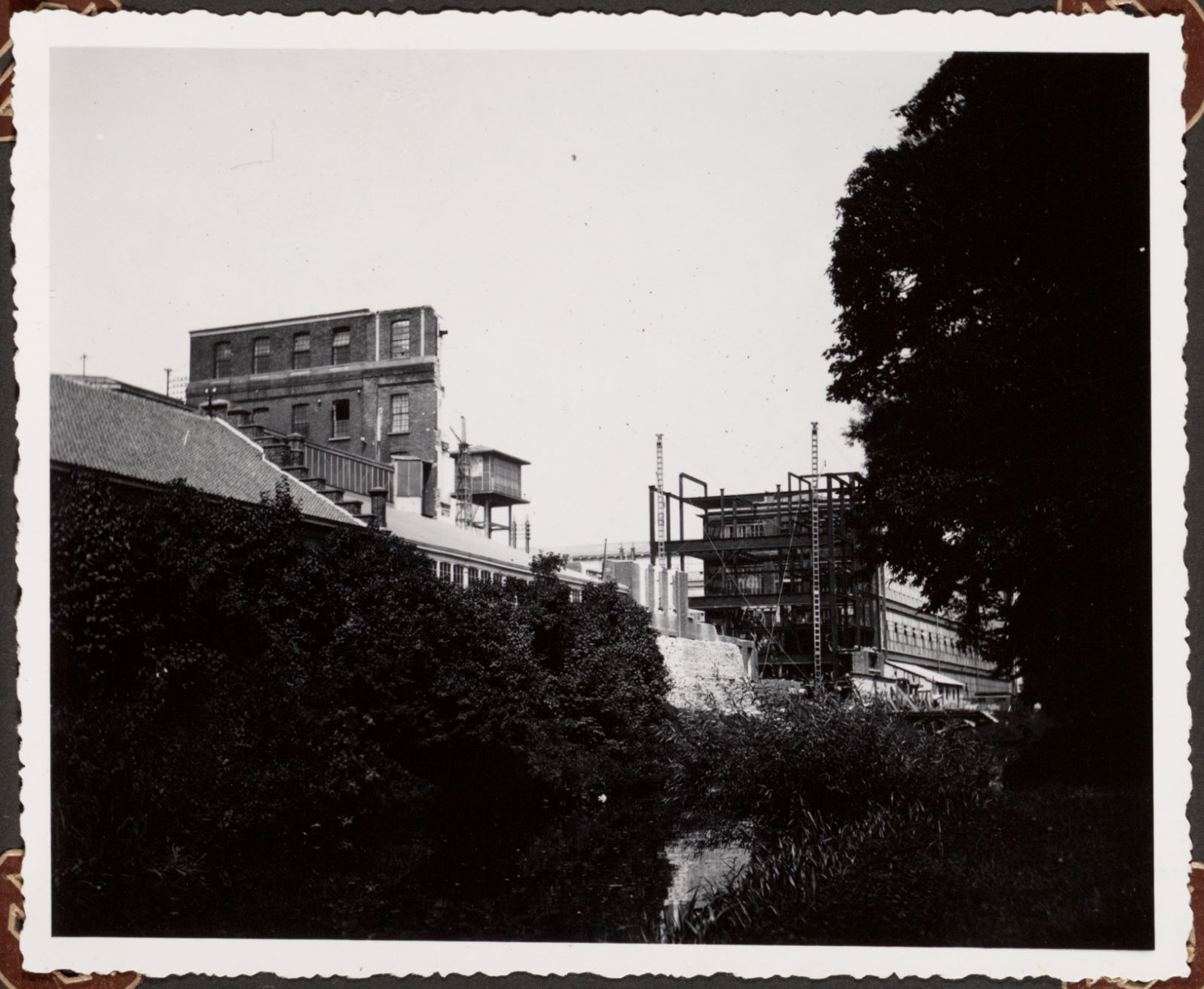
Afbraak van fabrieksgebouw La Lys

La Lys voluit Société Linière La Lys was een Belgisch textielbedrijf gelegen in de Brugse Poort te Gent.
Momenteel is de site het park de Groene Vallei.

## Geschiedenis
Het bedrijf werd opgericht op 6 juli 1838 door de beheerders François Alexandre Claes, Charles Pieters, Félix-Joseph de Hemptinne, De Gandt-Vanderschueren, en Edmond Neyt. Bij de stichters waren als commissarissen betrokken Edward Grenier-Lefèvre, Baron Osy, Pierre Rosseel, Alexandre Carpentier en Justin Martens-De Meersman. Het bedrijf begon met het vervaardigen van mechanisch gesponnen vlasdraad en hennepdraad. Ze betrokken de oude gebouwen van de textieldrukkerij Durot-Clemmen. Al gauw werd het volledige eiland tussen de Leiearmen aan de Nieuwe wandeling ingenomen.
In 1892 was het de eerste Gentse fabriek die volledig elektrisch werkte. Rond het begin van de 20ste eeuw waren er 63500 spillen voor de vlasspinnerij die werden bediend door bijna 3000 werklieden, waarvan 2000 vrouwelijk.
In 1864 werd wegens plaatsgebrek aan de overkant van de Leie-arm (huidige appartementen aan de Leiekaai - Vlasgaardstraat) een nieuwe uitbreiding gebouwd. Deze kreeg de naam "De Kleine Lys" waardoor het reeds bestaande gebouw al snel "De grote Lys" werd genoemd.
Het bedrijf kwam de crises na de Eerste Wereldoorlog net zoals de meeste textielbedrijven niet te boven en stopte in 1960. La Lys fuseert met La Liève en blijft zo verder bestaan onder de naam Lys-Liève aan de Singel in Gent.
De gebouwen werden in 1964 gesloopt en het voormalige fabrieksterrein werd omgewerkt tot het stadspark De Groene Vallei. Enkel het transformatorhuis gebouwd door architect Jan-Albert De Bondt werd gespaard; het werd in 2010 verbouwd tot restaurant.
Aan de zijde van de kleine ring werden in de jaren '70 woonblokken gebouwd. In 1974 werd gestart met de bouw van het hoogste woonblok van Gent. Dit woonblok kreeg de naam Residentie Lys en is 70 meter hoog.

## Galerij

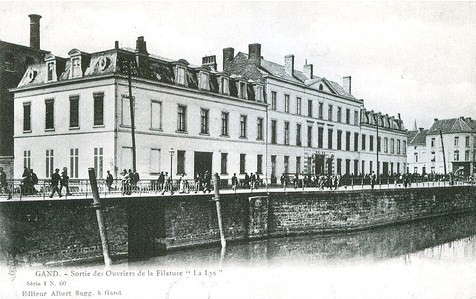
Hoofdingang aan de Coupure
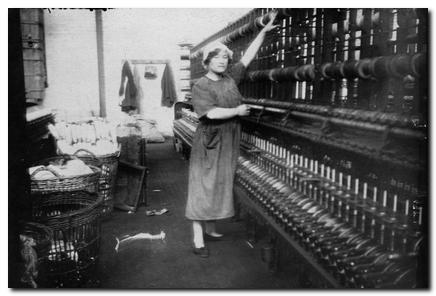
La Lys binnen
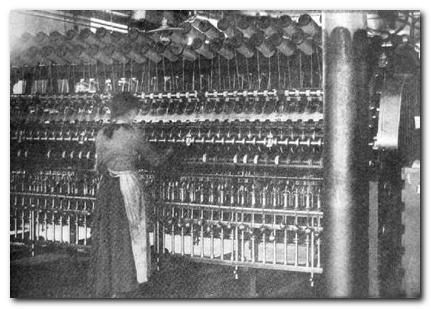
La Lys
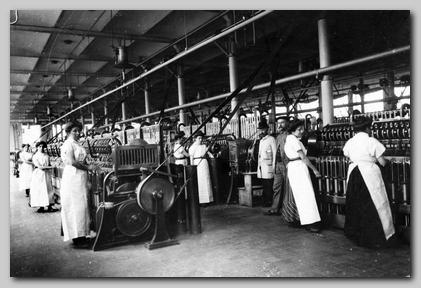
La Lys binnen
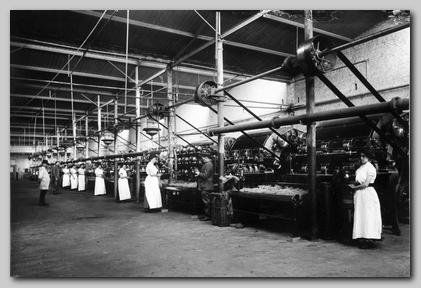
La Lys binnen
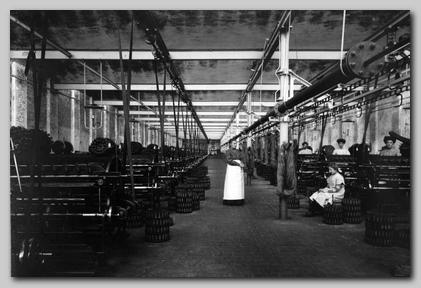
La Lys binnen
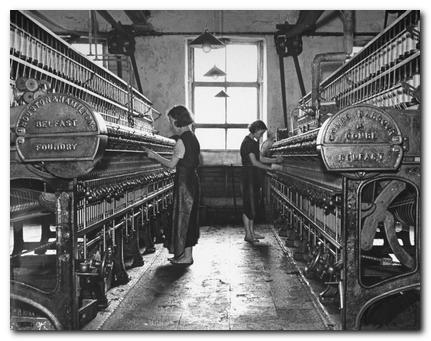
La Lys binnen nat continue
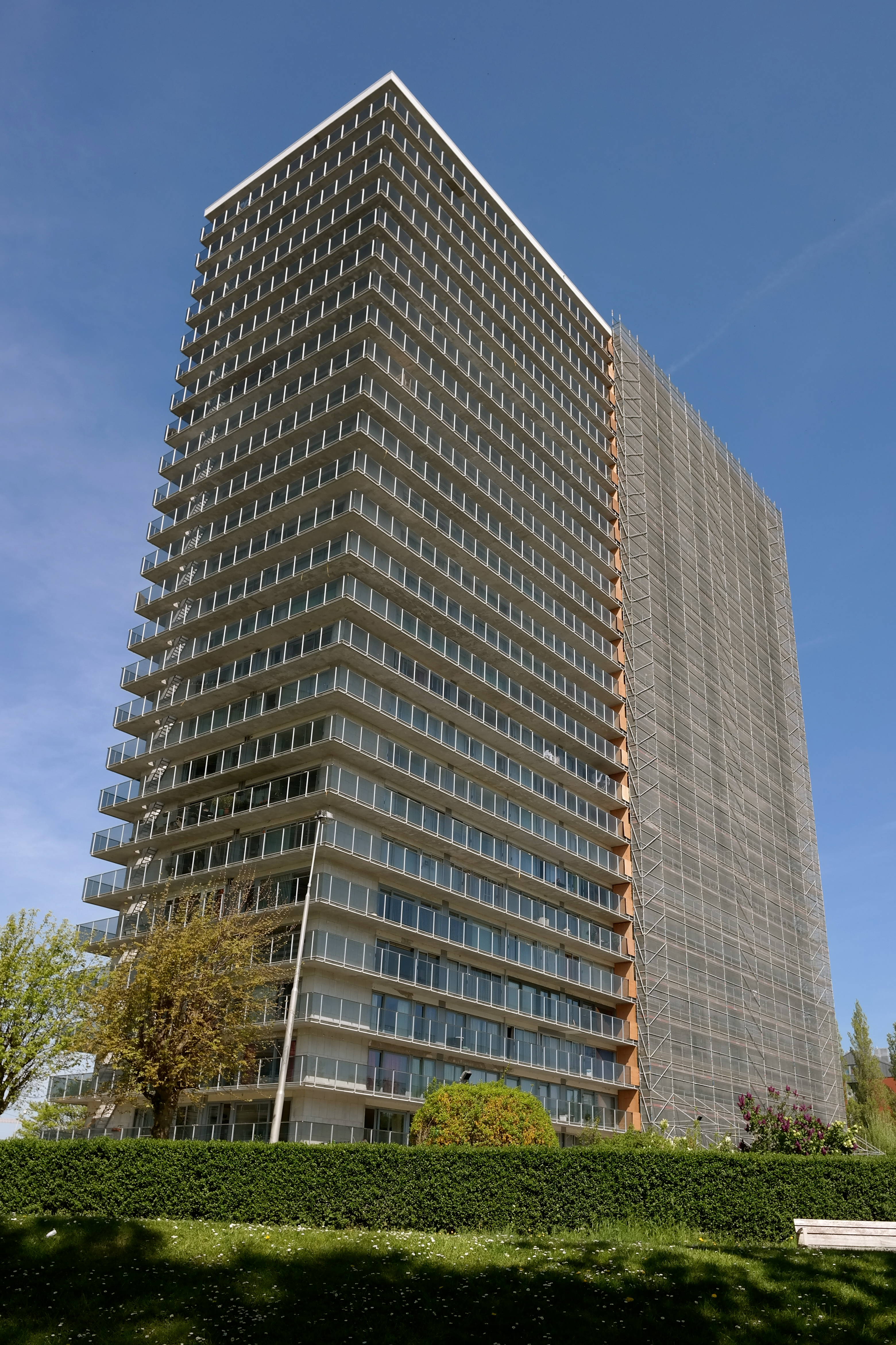
Residentie Lys in 2016

## Coördinaten
- Grote Lys: 51° 3' 20" NB, 3° 42' 16" OL
- Kleine Lys: 51° 3' 23" NB, 3° 42' 9" OL